# 9月8日
9月8日是阳历年的第251天（闰年是252天），离一年的结束还有114天。
在英国和北美十三州，因1752年將曆法從儒略曆轉換至格里曆，故該年沒有9月8日。

## 大事记

### 16世纪以前
- 617年：李渊于霍邑之战中击败隋军，得以兵通长安。
- 712年：中國唐朝唐睿宗传位其子唐玄宗。
- 1198年：霍亨斯陶芬王朝的士瓦本的菲利普受冕为罗马人之王。
- 1276年：若望二十一世当选教宗。
- 1278年：安道尔从阿拉贡王权控制中独立。
- 1331年：斯特凡·烏羅什四世自立为塞尔维亚国王。
- 1380年：莫斯科大公国大公德米特里·顿斯科伊领导的联军在库里科沃之战击败钦察汗国的军队。

### 16世紀
- 1504年：義大利雕塑家米開朗基羅創作的大理石雕像大衛像首次在佛羅倫斯的市政廳舊宮展出。
- 1514年：奥尔沙之战（英语：Battle of Orsha）：波兰军队击败俄罗斯军队。
- 1522年：西班牙環球船隻維多利亞號返回歐洲。
- 1565年：西班牙派军在佛罗里达圣奥古斯丁登陆，建立在北美的第一块殖民地。
- 1565年：圣约翰骑士团坚守马耳他，击退奥斯曼帝国的围攻。

### 17世紀
- 1652年：臺灣爆發郭懷一事件，荷兰东印度公司在赤崁擊退郭懷一的攻勢。
- 1655年：大北方战争中，瑞典国王卡尔十世·古斯塔夫攻占华沙。

### 18世紀
- 1796年：拿破仑·波拿巴率军在意大利巴薩諾-德爾格拉帕击败奥地利军队。

### 19世紀
- 1831年：威廉四世和薩克森-邁寧根的阿德萊德加冕為大不列顛暨愛爾蘭聯合王國的國王和王后。
- 1855年：法國在馬拉科夫戰役取得了決定性的勝利，宣告著克里米亞戰爭以俄羅斯的失敗告終。
- 1862年：俄罗斯千年纪念碑于诺夫哥罗德克里姆林被建立。
- 1888年：英國足球管理者威廉·麥格雷戈與數個足球俱樂部創辦的英格蘭足球聯賽開始首個賽季比賽。
- 1900年：飓风袭击美国德克萨斯州加爾維斯敦地区，致使6000人死亡。

### 20世紀
- 1902年：北京师范大学首次校庆。
- 1926年：德国获准加入國際聯盟。
- 1934年：莫罗城堡号客轮（英语：SS Morro Castle (1930)）失火，137人丧生。
- 1941年：二战：德军开始围攻列宁格勒，列寧格勒圍城戰开始。
- 1943年：二战：義大利投降，意大利殖民帝國崩潰。德軍進駐意大利控制的法國義佔區、黑山、克羅地亞獨立國西部、阿尔巴尼亞王國以及意占希臘。2天後德軍發動軸心行動南下佔領義大利半島，日軍佔領了天津意租界和上海公共租界（1941年12月被日軍佔領）殘存的意大利界區。
- 1944年：二战：納粹德国向英国首次发射V-2火箭。
- 1944年：二战：保加利亞政變（英语：1944 Bulgarian coup d'état），終止了與德國的同盟，新政府对納粹德國宣戰。
- 1945年：二战时日本对美广播员東京玫瑰之一戶栗郁子被捕。
- 1945年：道格拉斯·麦克阿瑟单方面宣布成立在东京建立駐日盟軍總司令，以实现美国对日本的单独占领。
- 1946年：保加利亚废除君主制，末代沙皇西美昂·萨克森-科堡-哥达斯基宣布退位并流亡国外。
- 1948年：朝鲜民主主义人民共和国正式使用现在的国旗。
- 1951年：48个国家在旧金山同日本签订舊金山和約。
- 1951年：日本發表宣言，宣佈全面放棄库页岛的領有權。
- 1954年：美國、英國、泰國、菲律賓等8個國家在馬尼拉簽署建立東南亞條約組織的集體安全條約。
- 1956年：中国成功试制新型喷气式飞机。
- 1960年：美日安保條約签订。
- 1961年：法国总统夏爾·戴高樂避过一次刺杀他的行動[來源請求]。
- 1966年：星际迷航在美国全国广播公司首播。
- 1967年：第一个国际扫盲日。
- 1967年：香港政府頒布法例，禁止市民藏有煙花炮竹。
- 1974年：美国总统杰拉尔德·福特宣布无条件赦免前任总统理查德·尼克松在职期间可能犯下的罪行。
- 1978年：世界上第一只人工授精繁殖的大熊猫在北京动物园诞生。
- 1979年：陈肖霞在世界大學運動會上为中国获得第一个跳水冠军。
- 1987年：中华人民共和国第一次拍卖土地使用权。
- 1991年：馬其頓共和國宣布从南斯拉夫独立。
- 1992年：日本二战后首次向海外派兵。
- 1994年：绿色和平披露美向日提供核技术。
- 1994年：全美航空427號班機因垂直尾翼故障，在賓夕法尼亞州比佛墜毀，機上127人全部罹難。
- 1997年：海地发生特大海难[來源請求]。
- 1998年：澳門發生連環爆炸案，造成五名警員及數名記者受傷。
- 2000年：联合国首腦會議上由189個國家簽署《聯合國千年宣言》。
- 2000年：阿尔巴尼亚加入世界贸易组织。
- 2000年：中國國家主席江泽民與美国总统比尔·克林顿在華盛頓舉行中美高峰會。

### 21世紀
- 2001年：香港大老山隧道六車連橫相撞，兩死十七傷。
- 2016年：国际扫盲日進入50周年慶，主題為（閱讀過去，書寫未來）。
- 2021年：印度尼西亞萬丹省城市丹格朗一座超收囚犯的監獄發生火災，造成44人死亡和77人受傷。
- 2022年：英國女王暨大英國協王國君主伊莉莎白二世在蘇格蘭巴摩拉城堡因病逝世，其子查爾斯三世繼位。
- 2023年：摩洛哥馬拉喀什-薩菲大區發生MW 6.8的強烈地震，造成2,946人死亡、5,647人受傷。

## 出生
- 685年：唐玄宗李隆基，唐朝皇帝（762年逝世）
- 828年：阿里·纳基，十二伊瑪目之一（868年逝世）
- 1157年：理查一世，英格蘭國王（1199年逝世）
- 1157年：桑乔二世，葡萄牙、阿爾加維國王（1248年逝世）
- 1474年：阿里奥斯托，義大利文藝復興詩人（1533年逝世）
- 1588年：马兰·梅森，法國神学家、数学家、音乐理论家（1648年逝世）
- 1621年：路易二世·德·波旁，法國軍人、政治家，孔代親王（1686年逝世）
- 1633年：斐迪南四世，奥地利王儲、波希米亞國王、匈牙利國王、羅馬人民國王（1654年逝世）
- 1709年：德川家繼，日本江戶幕府第7代征夷大將軍（1716年逝世）
- 1749年：瑪麗·特蕾絲·路易絲，法國王族，朗巴勒亲王妃（1792年逝世）
- 1749年：約蘭德·德·波利內，法國貴族（1793年逝世）
- 1750年：谷風梶之助，日本江戶時代相撲力士，第4代橫綱（1795年逝世）
- 1779年：穆斯塔法四世，奥斯曼帝國第29任蘇丹，兼任哈里发（1808年逝世）
- 1783年：奧古斯特·弗里德里希·施威格，德國博物學家（1821年逝世）
- 1783年：尼古拉·佛瑞德里克·塞韋林·葛龍維，丹麥牧師、思想家、教師、詩人（1872年逝世）
- 1830年：弗雷德里克·米斯特拉尔，法國詩人（1914年逝世）
- 1841年：，捷克作曲家（1904年逝世）
- 1846年：遮打爵士，亞美尼亞裔香港商人（1926年逝世）
- 1852年：朝鮮高宗李熙，李氏朝鲜第26代君主，大韓帝國開國君主（1919年逝世）
- 1860年：艾伯特·馮·李寇克，德國探險家（1930年逝世）
- 1893年：陳建功，中國数学家、数学教育家，中國科学院院士（1971年逝世）
- 1894年：威廉·皮佩爾，荷兰作曲家、音樂教育家、音樂評論家（1947年逝世）
- 1897年：吉米·罗杰斯，美國「鄉村音樂之父」（1933年逝世）
- 1898年：唐炳源，香港實業家、政治家（1971年逝世）
- 1901年：巴人，中國作家（1972年逝世）
- 1918年：德里克·巴顿，英國化學家，1969年諾貝爾化學獎得主（1998年逝世）
- 1922年：林登·拉罗奇，美國經濟學家、哲學家、政治活動家，數個政治團體創始人，美國總統競選的「長期候選人」（2019年逝世）
- 1923年：帕特里克·普倫基特，英國貴族，第七代普倫基特男爵（1975年逝世）
- 1923年：拉苏尔·伽姆扎托夫，俄羅斯阿瓦爾族詩人（2003年逝世）
- 1924年：溫德爾·H·福特，美國政治人物，第53任肯塔基州州長，肯塔基州聯邦參議員（2015年逝世）
- 1925年：彼得·塞勒斯，美國影星、喜劇演員（1980年逝世）
- 1925年：費雅，來自英國的香港外籍警官（2002年逝世）
- 1930年：阮高奇，越南政治人物（2011年逝世）
- 1933年：辜濓松，臺灣企業家（2012年逝世）
- 1933年：，英國當代著名劇作家、小說家
- 1933年：吉恩·克洛特斯，法國考古學家
- 1934年：彼得·马克斯韦尔·戴维斯，英國衛音樂作曲家（2016年逝世）
- 1939年：米歇爾·羅什，法國男子馬術運動員（2004年逝世）
- 1941年：伯尼·桑德斯，美國政治人物，現任佛蒙特州聯邦參議員
- 1947年：哈尔多尔·奥斯格里姆松，冰島政治人物，前任冰島總理（2015年逝世）
- 1947年：瓦列里·阿法纳西耶夫，俄羅斯鋼琴家，指揮家，作家、詩人
- 1950年：龍田直樹，日本男性聲優
- 1951年：柯建銘，台灣政治人物，現任民主進步黨立法院黨團總召
- 1952年：土師孝也，日本男性聲優
- 1954年：雷蒙德·奧迪爾諾，美國陸軍退役上將（2021年逝世）
- 1956年：莫里斯·奇克斯，美國職業籃球運動員
- 1958年：宮本充，日本男性聲優
- 1959年：島津冴子，日本女性聲優
- 1962年：托马斯·克莱舒曼，德國演員
- 1963年：松本人志，日本搞笑藝人、導演
- 1965年：蔡重光，台灣乒乓球教练
- 1967年：高橋真，日本漫畫家
- 1967年：橫田久則，日本棒球選手、教练
- 1969年：穆傑塔巴·哈梅內伊，伊朗政治人物
- 1970年：熊井統子，日本女性聲優
- 1970年：西澤裕司，日本劫机犯
- 1971年：盛本真理子，日本模特兒
- 1971年：馬丁·費里曼，英國男演員
- 1972年：黃慧君，香港電視監製
- 1972年：關智一，日本男性聲優
- 1974年：小伏伸之，日本男性聲優
- 1975年：相馬茜，臺灣藝人
- 1975年：洛斯·昆，諾魯政治人物，第32任諾魯總統
- 1976年：顏行書，台灣篮球運動員、藝人
- 1976年：羅曼·沙罗诺夫，俄羅斯足球運動員
- 1977年：真田麻美，日本女性聲優
- 1979年：粉红佳人，美國搖滾女歌手
- 1980年：門脇舞以，日本女性聲優
- 1981年：謝杏芳，中國羽毛球運動員
- 1981年：摩頓柏達臣，挪威足球運動員
- 1983年：陳蕊蕊，香港女藝人
- 1984年：陳旭智，香港足球運動員
- 1984年：维塔利·佩特罗夫，俄羅斯一級方程式賽車車手
- 1985年：光村龍哉，日本樂團NICO Touches the Walls成員
- 1986年：基里爾·納巴布金，俄羅斯足球運動員
- 1987年：馬塞爾·阮，越德混血體操運動員
- 1987年：维兹·卡利法，美國說唱歌手
- 1987年：珊圖·鍾斯，美國模特兒
- 1989年：沈愛琳，香港女藝人
- 1989年：艾維奇，瑞典音樂制作人、唱片騎師、混音師、唱片制作人（2018年逝世）
- 1990年：容韵琳，澳门童星
- 1991年：朴素淡，韓國女演員
- 1992年：黃婷婷，中國女子偶像團體SNH48成員
- 1994年：和氣杏未，日本女性聲優
- 1994年：布魯諾·費爾南德斯，葡萄牙足球運動員
- 1995年：李駿傑，香港男歌手、演員
- 1996年：高木美佑，日本女性聲優
- 1997年：拉斯·努特巴爾，日裔美國職業棒球運動員
- 2001年：尹炫晳，韓國男子偶像團體CIX成員

## 逝世
- 394年：阿波加斯特，羅馬帝國将领（出生年不詳）
- 780年：利奥四世，东罗马帝国皇帝（750年出生）
- 846年：白居易，唐朝詩人（750年出生）
- 1397年：伍德斯托克的托马斯，英国王子（1355年出生）
- 1425年：卡洛斯三世，纳瓦拉国王将领（1361年出生）
- 1476年：約翰二世，阿朗松公爵（1409年出生）
- 1519年：北條早雲，日本戰國時代大名，第一代後北條氏當主（1432年出生）
- 1613年：卡洛·杰苏阿尔多，意大利作曲家（1566年出生）
- 1645年：弗朗西斯科·德·戈维多，西班牙政治家及作家（1580年出生）
- 1811年：彼得·西蒙·帕拉斯，德國博物学家（1741年出生）
- 1867年：約翰·L·赫姆，美國政治人物，第18、24任肯塔基州州長（1802年出生）
- 1871年：羅伯濟，義大利天主教傳教士（1805年出生）
- 1894年：赫尔曼·冯·亥姆霍兹，德国物理學家（1821年出生）
- 1922年：亞歷山大·史密斯，英國化學家、教育家（1865年出生）
- 1933年：羅伯特·切澤布羅（英语：Robert Chesebrough），美國化學家，凡士林的發明者（1837年出生）
- 1933年：費薩爾一世，伊拉克國王（1883年出生）
- 1943年：尤利烏斯·伏契克，捷克斯洛伐克作家（1903年出生）
- 1954年：安德烈·德蘭，法國畫家，野獸派創始人之一（1880年出生）
- 1955年：川村竹治，日本政治人物，第12任臺灣總督（1871年出生）
- 1969年：志甫勤一郎，日本陸軍少將（1891年出生）
- 1970年：珀西·勒巴朗·斯賓塞，美國工程師、發明家，微波爐的發明者（1894年出生）
- 1980年：威拉得·利比，美國化學家，1960年諾貝爾化學獎得主（1908年出生）
- 1981年：汤川秀树，日本物理学家（1907年出生）
- 1987年：曹靖华，中国翻译家（1897年出生）
- 1995年：張愛玲，中国作家（1921年出生）
- 1997年：于占元，香港著名动作指导（1905年出生）
- 2003年：，德國女演員、導演、電影製作人（1902年出生）
- 2004年：雷蒙·馬塞蘭，法國政治人物，曾任法國內政部長（1914年出生）
- 2006年：馮建民，香港警務處前總警司（1956年出生）
- 2006年：梁中昀，香港家長協進會主席（1950年出生）
- 2015年：麥仕德，英國陸軍將領（1923年出生）
- 2015年：诸志祥，中国大陆作家，《黑猫警长》作者（1941年出生）
- 2017年：中嶋聰彥，日本演員、配音員、音響監督（1962年出生）
- 2022年：伊丽莎白二世，前任英國女王，在位时间最长的女性君主（1926年出生）
- 2023年：胡賜道，新加坡政治人物（1926年出生）
- 2023年：寺澤武一，日本男性漫畫家、插畫家（1955年出生）
- 2023年：费鲁兹米斯南，马来西亚歌手，因模仿比·南利而闻名（1985年出生）
- 2024年：吳健保，臺灣政治人物（1950年出生）
- 2024年：篠原惠美，日本女性聲優（1963年出生）
- 2024年：伊爾坎·卡拉曼，土耳其男子籃球運動員（1990年出生）

## 节假日和习俗
- 国际扫盲日
- 国际新闻工作者（团结）日
- 世界物理治療日，臺灣訂為物理治療師節
- 教会：童貞女聖馬利亞日（只適用港澳地區）
- 阿富汗：殉教者纪念日
- 安道尔：国庆节
- 北馬其頓：独立日
- 馬爾他：胜利日
- 巴基斯坦：海軍節
- 俄羅斯：博罗金诺战役纪念日
- 美国（旧金山）：邵逸夫日